# ルーンファクトリー -新牧場物語-
『ルーンファクトリー -新牧場物語-』（ルーンファクトリー しんぼくじょうものがたり、英題：Rune Factory: A Fantasy Harvest Moon）は、マーベラスインタラクティブから2006年8月24日（日本国内）に発売された、ニンテンドーDS用のゲームソフト。

## 概要
ジャンルはシミュレーションゲームで、開発はネバーランドカンパニー。牧場物語シリーズの一派である新牧場物語シリーズの第2作目にして、ルーンファクトリーシリーズの第1作目。
これまでの牧場物語とは違い、今作ではRPGのようにダンジョン探索においてモンスターを倒すというシステムが登場した。モンスターは仲間にすることができ、牧場の手伝いや、副産物（乳や卵）の生産をする。また任天堂が展開するニンテンドーWi-Fiコネクションにも対応している。設定資料とオリジナルコミックが掲載された「プロローグガイド」が予約特典として配布された。オープニングにはフルアニメーションとテーマ曲、ゲーム中にはキャラクターボイスが入った。

## ゲームシステム
時間
1週間は月、火、水、木、金、祝の6日で、1ヶ月は5週あるため30日間。1年は春の月、夏の月、秋の月、冬の月の4ヶ月。主人公はAM6:00に起床し、農耕や探検を行なう。就寝時間に特に決まりは無く、いつでも眠ることが出来る。AM1:00以降も起き続け作業を行なうことができるが、AM6:00になると強制的に家に戻される。またその場合は起床後、ステータス異常「風邪」状態になり、ルーンポイントの消費量が倍になる。
ヒットポイント
ゲーム中ではHPと表示され、モンスターに攻撃されたり、毒を受けたりすると減る。またルーンポイントがなくなった時に行動すると、代わりにヒットポイントが消費される。自宅のベッド、風呂屋、アイテムなどで回復できる。HPが0になると、通常は病院に運ばれ、翌AM10:00まで寝込むことになるが、洞窟内でHP0となった場合は死亡とみなされ、ゲームオーバーとなる。
ルーンポイント
ゲーム中ではRPと表示され、農具や剣等の道具、及び魔法を使う事で消費される。自宅のベッド、風呂屋、アイテムなどで回復できる。ヒットポイントは主人公のレベルを上げていくことで最大値が上昇していくが、ルーンポイントの最大値は100ポイントで固定である。
ルーン
今作では作物を育てると作物9マスにつき1つの「ルーン」が発生し、これに触れると「ルーンポイント」を25ポイント回復できる。ルーンポイントは農具や剣を振ると消費されるため、ダンジョン内で作物を育てればRPを回復しながら進むことができる。
戦闘システム
戦闘はアクションRPGのシステムを使用している。モンスターは洞窟内に仕掛けられた召喚装置から呼び出され、この装置を破壊しない限りモンスターは無限に召喚される。装置は一度破壊しても、洞窟の外に出て再び入ると復活している。洞窟最深部のボスの部屋に入るためには、洞窟内の全ての装置を破壊しないと入ることができない。なお、主人公は「タミタヤの魔法」がかけられた武器（もしくは農具）を使用している。この魔法がかけられている武器で召喚されたモンスターを倒しても死ぬことは無く、「はじまりの森」と呼ばれる土地に還元される設定となっている。
モンスター
今作では従来の家畜の代わりにモンスターを仲間にしてモンスター小屋で飼うようになった。まずはモンスター小屋を建て、「なかよしグローブ」でモンスターを捕まえる。モンスターに話しかけ、収穫の手伝いや水まきをお願いする。また一部モンスターは副産物（乳、卵など）を生産する。洞窟探索に同行させたり、一部のモンスターは背中に乗って走ることもできる。
結婚システム
ヒロイン候補達と会話したりプレゼントを渡したりすると「ラブ度」が上がり、「ラブ度」を最高にした上でキャラクターごとの条件を満たせば結婚ができる。結婚後もプレイでき、その後子供を授かることができる。ヒロイン候補は11名。
WiFiシステム
ニンテンドーWi-Fiコネクションに接続すると、「おえかきチャット」や「アイテム交換」、撮影したプレイ画像を送る「牧場自慢」ができる。また撮影したプレイ画像にメッセージを書き込むこともできる。
アースマイト
『ルーンファクトリー2』のセシリア曰く「モンスターと自然と仲良く出来る人のこと」。主人公は、それにあたる。また、アースマイトの血が流れていれば魔法が使える（『2』のバレットは魔法を使おうとしたが、使えなかった）。「アース文字」というアースマイトの文字がある。古代のアースマイトたちは、アース文字の書かれた石盤から魔法書をつくった。

## スキル
スキルには剣技・薬学・鍛冶・装飾・採掘・伐採・農耕・料理・コミュニケーション・釣り・キャンピングの11種類があり、各スキル値を上げていくと、RP消費量が減ったり、さらに上級の技を使ったりできる。スキルを繰り返し行うことでスキル値が上がる。
剣技
剣に代表される武器を使うことで上昇し、RPの消費が少なくなる。
コミュニケーション
なかよしグローブ・ブラシをかける、収集カゴ・毛がりバサミ・乳しぼり器などで副産物を採集するなどといった行動を行うとコミュニケーションのスキルが上昇する。スキルレベルが上がるとRPの消費が少なくなり、モンスターとの友好度が上がりやすくなる。
農耕
クワ・ジョウロ・カマといった農具を使用することで上昇する。スキルレベルが高くなると農具を使った際のRPの消費が少なくなる。高機能の農具はRPの消費量が多いので、スキルレベルの上昇が必須となる。
釣り
従来のシリーズと同様つりざおで釣りができ、釣りを行うことでスキルレベルが上昇する。釣りができる場所は海や川のみにとどまらず、洞窟内の水場などでも行うことができる。また、釣り上げた魚類は料理に使用できる。
採掘
洞窟内には鉱物を取ることができる岩が存在し、「ハンマー」を使ってその岩を壊し、金属や宝石などの鉱物を入手できる。この鉱物は鍛冶、装飾などのアイテム合成を行う際に必要となる。
伐採
牧場や洞窟内の畑用地にランダムで発生する切り株と枝は斧で伐採できる。伐採を行うと、自動的に牧場の敷地内にある木材置き場に木材がストックされる。この木材は家の増築とモンスター小屋の建築に必要となる。
料理
行商人イヴァンからキッチンを買うと、畑で育てた作物やモンスターからの副産物を使って料理を行うことができるようになる。レシピは図書館で販売されており、レシピによってはオーブンやなべなどの調理道具の購入が必要となっている。また、できた料理にはそれぞれ決まった効果と効果時間があり、食べることでHP・RPの回復や属性値の変化などが起こり、その効果時間の間は他の料理が食べられない。
薬学
家を増築すると薬草などの草やモンスターからのドロップアイテムを用いて自分でクスリが作れるようになる。クスリにはそれぞれ要求レベルが設定されており、スキルレベルによって成功率が変わる。
鍛冶
家を増築すると採掘した金属・宝石類やモンスターからのドロップアイテムを用いて武器や農具の合成が行える  ようになる。各アイテムにはそれぞれ要求レベルが設定されており、スキルレベルによって成功率が変わる。
装飾
家を増築すると採掘した金属・宝石類やモンスターからのドロップアイテムを用いて装備品や寝袋などの装飾品の合成が行えるようになる。各アイテムにはそれぞれ要求レベルが設定されており、スキルレベルによって成功率が変わる。

## 施設

### ミスト牧場
名前変更可能。従来どおり、農耕、牧畜などができる。主人公がミスト（ヒロイン）からもらう。

### カルディアの町
プレイ中に出会うキャラクターのほとんどが住んでいる。また牧場経営、ダンジョン探索などで何度も利用する。アドネア大陸の東端に位置し、ゼークス帝国とノーラッド王国の国境付近に位置する。

### 洞窟
町の周辺にはいくつもの洞窟があるが、町長から許可証をもらわなければ入れない。モンスターが出るため、武器や防具などの装備を整えるが必要となる。内部では、岩から鉱石を採掘したり、耕地を耕して農耕も可能。各洞窟は春、夏、秋、冬の気候で一定なので、各季節ごとの作物を育てることが出来る。連作できる作物は、水やりをすれば一生収穫が可能。

## キャラクター

### 主人公
ラグナ
声 - 朴璐美
名前は変更可能。記憶喪失の少年で、カルディアの町に行き倒れかけていた所をミストに助けられる。割と器用にこなせる方で、ミスト曰く「アースマイトとしての素質がある」らしい（ただし、ロゼッタによるとミストは誰にでも似たような事を言っているとの事）。ミストから牧場と家を紹介された事を機に、そこで働き始める。基本的にセシリアやニコルなどの子供を除いて誰に対しても敬語で話すが、結婚後は妻に対しては敬語を使わなくなる。本作の世界観上の直接的な続編と言える『ルーンファクトリーフロンティア』でも主人公を務める。

### ヒロイン・ヒロイン候補
トルテ、フィル、めい、シャロン、リネットを除く6人は『ルーンファクトリーフロンティア』にもヒロイン候補として登場する。
ミスト
声 - 小清水亜美
メインヒロイン。不思議な言動が多い天然。本人に悪気は無いのだろうが、真顔でキツイ一言を放つ事も多い。癒し系の雰囲気のおっとりした優しい少女ではあるが、よく非常識な行動をとってしまうところがあり、その度に主人公に心の中で毒づかれている。のんびり屋でマイペースと頼り無さそうだが、芯はしっかりしており真面目。主人公を最初から信用している。町外れに1人で住んでいる。カブが大好きで、カブに関連付けられたネタが多い。『ルーンファクトリーフロンティア』でもメインヒロインとして登場する。
彼女と結婚すると、お弁当として小麦粉や野菜の種、生魚などを渡してくる。
その強烈な個性からシリーズを通じての人気キャラクターとなっており、以後の作品でもドラマCD等で彼女らしきキャラクターが登場している。
ロゼッタ
声 - 鹿野優以
雑貨屋のジェフの娘。主人公の暮らす牧場の出荷物を取りに来てくれる。ビアンカほどではないものの、態度にキツイ所があり、一見強気な印象の少女だが、実際は着飾らず裏表のない素直な性格で、面倒見がよく世話焼き。ミストとは幼馴染で、彼女をライバル視している。本人は焼きとうもろこしが好きだと強調するが、一番好きなものは焼きいも。ホワイトストーンという石を手に入れて運命の人と結ばれるのが夢。
メロディ
声 - 神田朱未
いつも笑顔で明るいムードメーカー。魔女になりたくて、魔法使いの格好をしている。よく変な詩を作っては歌っている。お風呂屋を経営している。両親がおらず、自分と似た境遇の主人公を気にかけている。とんがり帽子で寝癖を隠している。好きなものはリラックスティー。本人曰く、「モノでは私のハートは掴めない」らしく、温泉に入ってくれる人が好きらしい。
トルテ
声 - 野中藍
宿屋のレディ・アンの娘で、ザッハの妹。図書館に勤めている。物語をよく読んでおり、内気で自分だけの王子様が来るのを待っている夢見がちな性格。喋り方も舌足らずで、おどおどしている。本の知識は豊富で、いつも夜遅くまで読書をする。特に冒険物が好き。髪型は三つ編みのおさげ。好きなものはかぼちゃプリン。『ルーンファクトリーフロンティア』では直接は登場しないものの、ラグナに手紙を送ってくる事がある。
フィル
声 - 水城レナ
ゴドウィンの娘で次期町長候補のお嬢様。責任感が強く健気な性格。体が弱く、すぐに疲れがたまってしまう為に大抵家の中で過ごしていたが、そんな自分を変える為に無理のない範囲でノイマンの店で働いている。好きなものはなす田楽。
ビアンカ・エラルコ・ヴィヴィアージュ
声 - 有島モユ
ジャコリヌスの娘で、裕福なお嬢様。父同様個性的なセンスの持ち主。父とは違い食事はあまり摂らないため痩せている。髪型は縦ロール。箱入り娘で世間知らずなところがあり、とても我侭で自分勝手な性格のトラブルメーカーだが、主人公を気にかけている。シャイでわかりづらいが、実はツンデレ。好きなものは特にない。
タバサ
声 - 佐藤朱
ジャコリヌス親子の家で働く、遠い国からやってきた褐色の肌を持つメイド。実はエルフの王女。普段は帽子で尖った耳を隠している。人間と異種族の架け橋になるような人間と結婚するために、カルディアにやってきた。しっかりした性格で、広いお屋敷の家事を全てひとりで片づけるなど要領も良い。好きなものはおかゆ。
ラピス
声 - 相沢舞
ホワイト神父の娘。病院に勤務しているナース。町のアイドル的存在。健気で優しい性格。洞窟に出入りする主人公をいつも心配している。いつか運命の人に自分と同じ名前の宝石（ラピスラズリ）を渡されて告白されるのが夢。好きなものはチョコレートケーキ。
シャロン
声 - 牧島有希
近寄りがたい雰囲気を持った神秘的な美女。白いドレスのような服装を身にまとう。主人公以外の町の人とは親しくしておらず、遺跡の研究をしている巫女。世界の予言を聞く力を持つ。メロディの良き相談相手。好きなものはリラックス茶の葉。
めい（冥）
声 - 釘宮理恵
遠い東の異国から来た女性。くのいちのような装束を着ている。常に冷静沈着で威圧感もある。カルディアの町に来たのは使命があるかららしい。趣味は釣り。幼い少女のような外見だが、実は100歳近い。髪型はポニーテール。額に雫のような文様がある。町の人との交流は極力避けている。好きなものは焼きおにぎり。『ルーンファクトリー3』にもゲスト出演している。
リネット少佐
声 - 藤野とも子
元ゼークス帝国第8師団所属、ファーイースト地区特殊先行調査部隊隊長の女性軍人。エンディング後には改心し、カルディアの町で暮らすようになる。左目に眼帯をしており、右目が濃い茶色、左目が薄い茶色のオッドアイ。当初はヒロイン候補ではなかったが、スタッフの人気を得てヒロイン候補となった。全ヒロインの中で貴重なグラマラスな体型の持ち主。好きなものは四葉のクローバー。

### 住人その他
レディ・アン
声 - 小松由佳
宿屋を経営する未亡人。ザッハとトルテの母。かつては、おしどり夫婦として宿屋は栄えていた。ある理由でこの町に来たが、あまりに居心地が良かった為に住み着いてしまう。心から子供を愛しているが、それ故に厳しい。
ザッハ
声 - 三宅淳一
レディ・アンの息子でトレジャーハンター。トルテの兄。ミストのことが好きで主人公をライバル視している。口が達者で饒舌、的外れな事をよく言うが、悪気は無く根は善良。シーフを目指しているが、親に反対されている。
ジャコリヌス・エラルコ・ヴィヴィアージュ
声 - 藤本たかひろ
町一番の美食家で大富豪。料理の品評会などを主催する程であり、太っている。そして個性的なセンスの持ち主。ビアンカの父で彼女を溺愛しているが、顔が全く似ていない。
ジェフ
声 - 平井啓二
雑貨屋亭主。ロゼッタの父。温和でおっとりとした性格だが、少し抜けている所がある為、ロゼッタに何かと言われる事が多い。
ホワイト神父
声 - 渡辺武彦
教会の神父。ラピスの父。迷える人々の良き相談相手で人望も厚いが、常にどこか抜けた所があり、よくニコルに教典を隠される。
ゴドウィン
声 - 藤本たかひろ
町長でフィルの父。町を良くする方法をいつも考えている。
ラッセル
声 - 三宅淳一
図書館長。かつては戦場にいた剣士で、今は静かに暮らすことを望んでいる。セシリアの育ての親。物腰が柔らかく、兄貴分。よく目を細める。
セシリア
声 - 立野香菜子
ラッセルが娘として面倒を見ている女の子。愛称は「セシリー」。ハーフエルフなので耳が尖っている。活発な性格。いつも町で拾ってきた物を自慢しているが、実は主人公が町で落とした物をコレクションしているらしい。なお、続編の『ルーンファクトリー2』では成長した姿で再登場し、結婚可能なヒロイン候補になっている。
エド
声 - 田中大文
ゼークス帝国からカルディアの町に移り住んできた医者。カミュの父。町の人達を診て信頼される今の生活に生き甲斐を感じている。
カミュ
声 - 根本幸多
エドの息子だが父親嫌い。牧場を経営しているが都会に憧れており、いつかは立身出世をしてこの町を出ようと思っている。メロディのことが好き。
ノイマン
声 - 徳山靖彦
養鶏場を営む男性。サラとニコルを追ってこの町にやってきた。寡黙で仕事熱心。柔和な顔に合わず酒豪。
サラ
声 - 佐々木亜紀
海の家の店主。ニコルの母親。商魂逞しいが、昔の事を尋ねると笑って誤魔化す。ノイマンとは昔、夫婦だった。酒豪。
ニコル
声 - 鹿野優以
サラの息子。悪戯好きで皆を色々と困らせている。セシリアとは仲が良く、いつも一緒に町の中を探索して遊んでいる。父親の事は、生きているという事以外ほとんど知らない。
セバスチャン
声 - 福原耕平
酒屋のマスターで独身。ワインが好き。色々な人の青春を応援している。
イヴァン
声 - 根元幸多
祝日にやってくる行商人。キッチンや調理器具、テーブルなどの家具を売ってくれる。謎が多いが、実は王族の人間で主人公の生き別れた兄。
レオ
声 - 徳山靖彦
鍛冶屋のおじいさん。ドワーフの下で修行をしていたので、彼らの口癖がうつっている。カルディアの町で余生を過ごす事を決めている。
リュード
声 - 渡辺武彦
魔法使いの格好をした吟遊詩人。外見は若く整った顔立ちだが、綺麗な女性に声をかける軽い性格。特に今はロゼッタのことが好きで、よく雑貨屋に足を運んでいるが、当人には迷惑がられている。周囲からチヤホヤされる事に生き甲斐を感じている。
エゼルバード
ゼークス帝国皇帝。かなりの野心家で、隣国のノーラッド王国領土を手に入れようとしている。最終的に無数の戦車を率いて侵攻するものの、プロテグリードの力により戦車が使い物にならなくなってしまったため敗走する。
本作ではあまりパーソナリティに関して深く語られなかったが、『ルーンファクトリー4』で再登場する。
ギルバース
平和を愛するノーラッド王国の国王。自然と人間が共存できる時代の到来を強く望んでいる。
地幻竜プロテグリード
地水火風を象徴する神竜・ネイティブドラゴンの一体で、「地」と「再生」を司る。伝説上の存在であるが、目撃者は存在する。伝説に語られる「グリモア」とはその幼生である。
ゼークス帝国の技術で生み出された個体は主人公に倒されるが、それとは別にイヴァンにのみ心を許す本物が存在する。
なお、四体のネイディブドラゴンは本シリーズ『1』〜『4』のナンバリング作品において各作品に一体ずつがストーリーに関わり、ほとんどの場合は最終ボスとしての登場である。『2』では火幻竜、『3』では水幻竜、そして『4』では風幻竜が登場する。

## 音楽
オープニングテーマにODE MUSIC ENTERTAINMENT所属のLil'の楽曲「RUNE」が使用される。

## 漫画
- コミックアンソロジー 収穫祭（一迅社） ISBN 4758003556

## サントラ
ルーンファクトリー −新牧場物語− コンプリートサウンドトラック（BOOT-UP RECORDS）
ゲーム中の曲に加え、ミスト役の小清水亜美が歌うOP曲のアレンジ版、「Pure Mind」なども収録される。

## 主なスタッフ
- はしもとよしふみ 監修&プロデューサー
- 和田康宏 「牧場物語」原案
- 宮田正英 ディレクター
- ネバーランドカンパニー 開発
- 岩崎美奈子 キャラクターデザイン